# غرديك
غرديك (بالكردية: گرک) هي إحدى القرى التابعة لـمرغور في ريف قسم سيلوانه من مقاطعة أرومية، في محافظة أذربیجان الغربیة الإيرانية.

## السكان
حسب إحصاءات سنة 2006، بلغ إجمالي السكان في غرك 838 نسمة وعدد المساكن 136 مسكن. لغة سكان غرك هي اللغة الكردية و هم من أهل السنة والجماعة والمذهب الشافعي.